# Upplands runinskrifter 1052
Upplands runinskrifter 1052, U 1052, är en vikingatida runsten av ljus, nästan vit, granit i Axlunda, Björklinge socken och Uppsala kommun. Stenen är prydd med en skeppsbild. Runstenen är 1,4 meter hög, 1 meter bred samt 0,25-0,4 meter tjock. Runhöjden är 5-6 cm. Stenen uppmålades 1998. Ristningen är inte särskilt djup, men mycket jämn och skickligt huggen.

## Inskriften
Translitterering av runraden:
kefialtr ' ok + borfas[tr ' ok ' anituitr ×] (o)k + þelfi + þaʀ ' [litu] + rita + stin + etiʀ + ion + freta + sin ikulfr ' iok ' stin ' þelfi + iok sten
Normalisering till runsvenska:
Gefialdr ok Borgfastr ok Andvettr ok Þialfi þæiʀ letu retta stæin æftiʀ Ion, frænda sinn. Ingulfʀ hiogg stæin. Þialfi hiogg stæin.
Översättning till nusvenska:
Gävjald och Borgfast och Andvätt och Tjälve de läto uppresa stenen till minne av Jon, sin frände. Ingulv högg stenen. Tjälve högg stenen.
Stenen är ristad av två personer, Ingulv och Tjälve. Ingulv är samme ristare som ristat U 1041 i grannsocknen.